# Royal Aircraft Factory R.E.8
Royal Aircraft Factory R.E.8 byl britský jednomotorový dvoumístný dvouplošný průzkumný letoun  (příležitostně používaný i jako lehký bombardovací), používaný v první světové válce. Vyvinula a vyráběla jej Royal Aircraft Factory ve Farnborough, Hampshire. Stroj byl vyráběn též v licenci.

## Vývoj

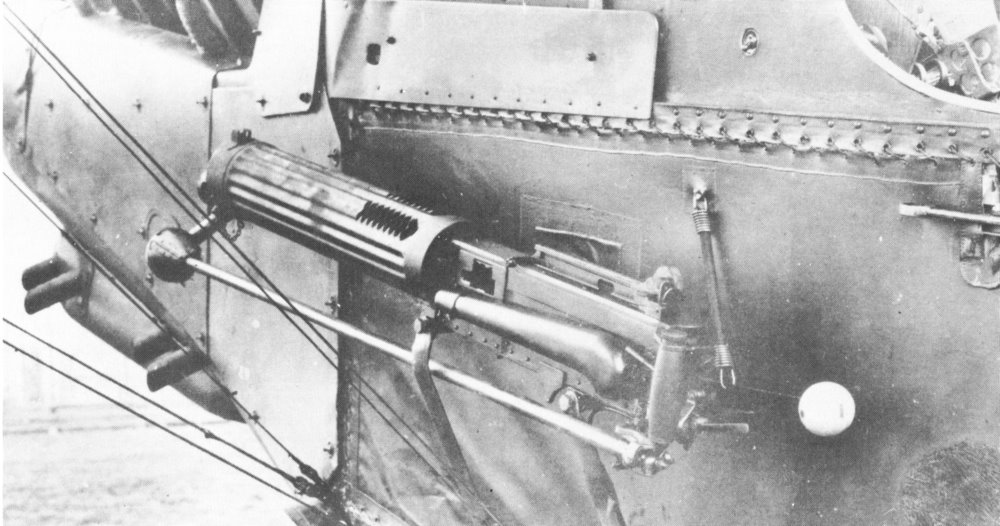
Detail synchronizovaného kulometu Vickers, instalovaného na levé polovině přídě R.E. 8

R.E.8 (Reconnaissance Experimental 8) měl nahradit zastaralý a snadno zranitelný B.E.2. První prototyp vzlétl 17. června 1916 řízen kapitánem F. Goodenem, 5. července následovaný druhým prototypem. Dne 16. července přelétl do Francie, kde byl zkoušen také brigádním generálem Brooke-Pophamem. První sériový kus byl dodán ke službě na západní frontě v listopadu téhož roku. První stroje měly tendenci padat do vývrtky, což vedlo k několika haváriím a dočasnému zákazu startu až do doby, kdy byla zvětšena mohutnost kýlovky. R.E.8 byl větší a robustnější než B.E.2 a také lépe vyzbrojen synchronizovaným kulometem Vickers ráže 7,7 mm u pilota a jedním nebo dvěma Lewisy na oběžném kruhu Scarff u pozorovatele. Nejvíce letounů R.E.8 poháněl vzduchem chlazený vidlicový dvanáctiválec Royal Aircraft Factory R.A.F.4a s výkonem 150 hp (112 kW), stroje R.E.8A pak osmiválce Hispano-Suiza 8 o výkonu 200 hp (149 kW). Původně plánovaný motor Rolls-Royce Eagle nebyl nakonec používán kvůli nedostatečné kapacitě výroby. Koncovka výfuku byla nevhodně vyvedena nad horní křídlo, takže posádka nebyla před výfukovými plyny dostatečně chráněna.
Podobně jako jeho předchůdci byl R.E.8 vhodný pro nasazení jako pozorovací, pro řízení dělostřelecké palby. 

## Na frontě

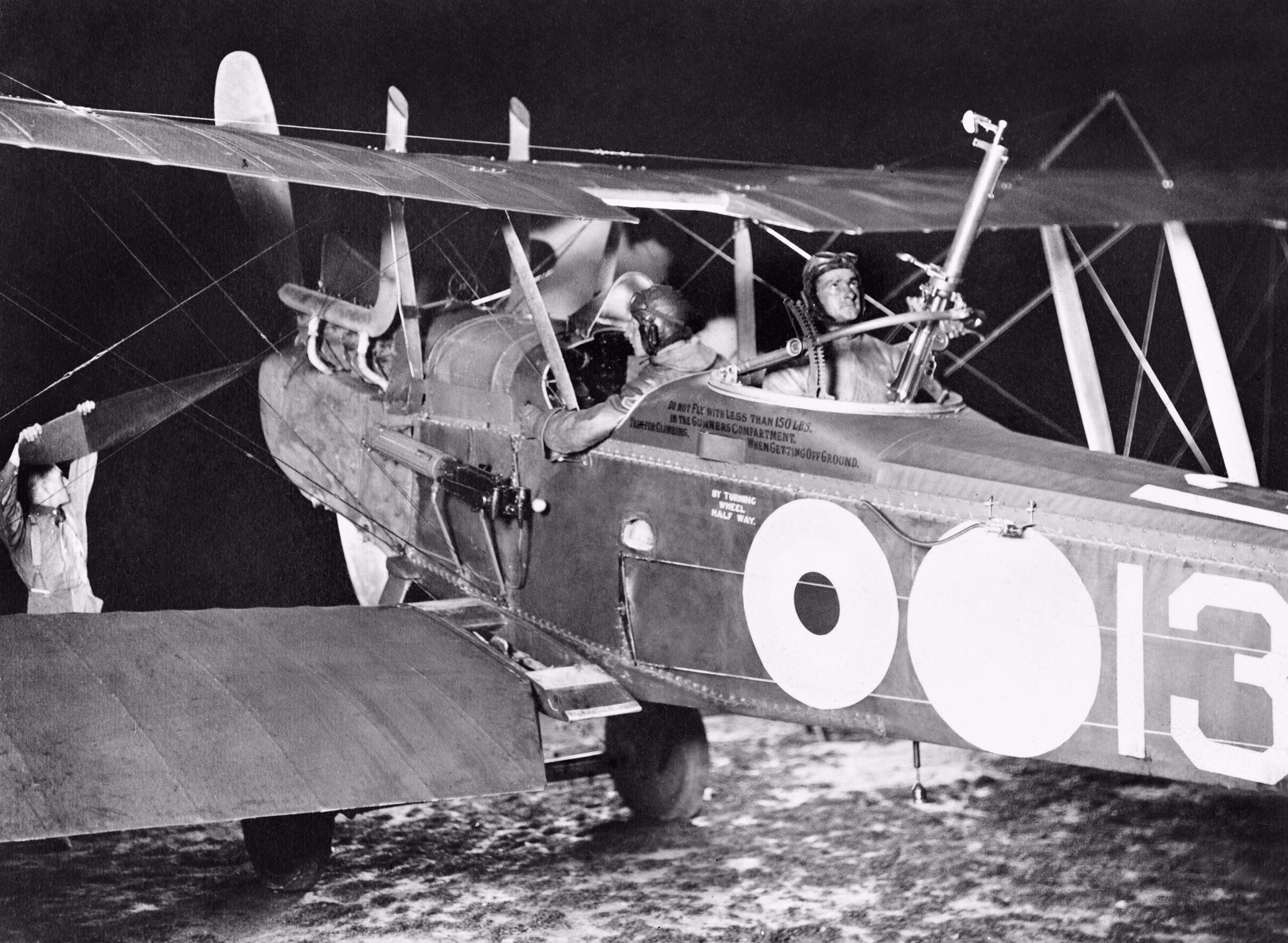
Noční snímek R.E.8 3. perutě AFC

První jednotkou nasazenou v boji na západní frontě byla 52. squadrona RFC, přesunutá do Francie 21. listopadu 1916. V únoru 1917 stroje převzala 59. squadrona a na typ se přezbrojila rovněž 21. squadrona. V dubnu 1917 následovaly squadrony číslo 6, 13, 42 a 53. V květnu a červnu R.E.8 dostaly 4., 5., 7., 9., 12., 15., a 16. squadrona. V září přišla na frontu poslední, 69. (australská) squadrona. Ovšem k oblibě typu, vedle ne zrovna vynikajících letových vlastností, nepřispěly ani ztráty utrpěné během dubna 1917 (smutně proslulý Bloody April).
Například 13. dubna 1917 se při fotoprůzkumu šestice R.E.8 z 59. squadrony RFC (dva vybavené kamerami, další čtyři je doprovázely) setkala s šesti stíhači Jasta 11, vedených samotným Manfredem von Richthofen (sám sestřelil jeden z nich, šlo o jeden z jeho tří sestřelů toho dne). Všech šest letounů bylo ztraceno, přičemž pět ze šesti osádek letounů nepřežilo. Nutno ovšem podotknout, že průzkumné stroje měly mít původně stíhací doprovod dvanácti vlastních stíhačů, které ale průzkumné letouny minuly a tyto v kritických chvílích letěly osamoceně. Jiný výsledek potom ale samozřejmě nelze očekávat, za srovnatelných podmínek by dopadly stejně kupř. i německé dvoumístné stroje kategorie B či C (popř. jakýkoliv podobný typ).

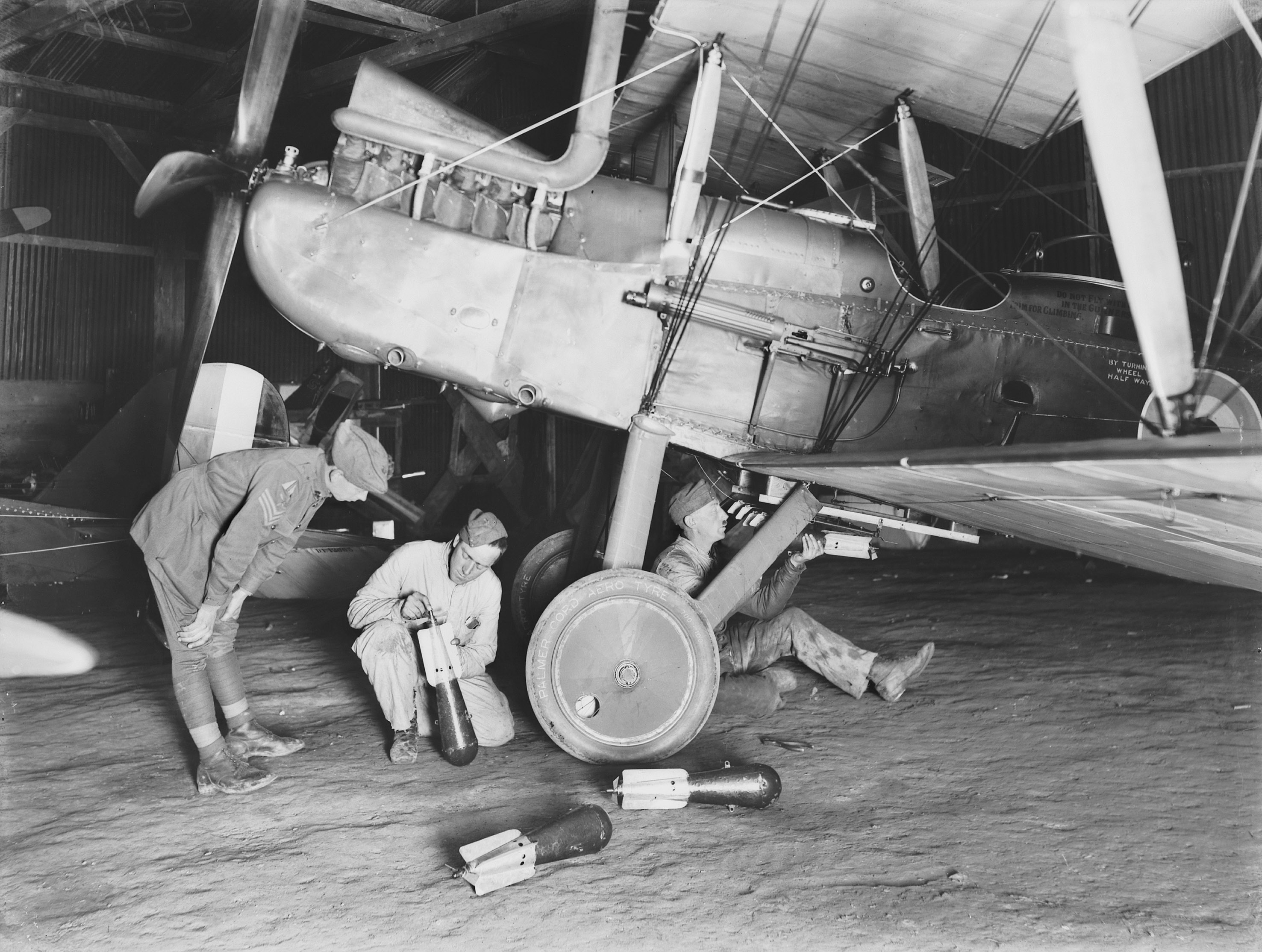
Zavěšování pum na R.E.8 69. australské perutě, Pas de Calais, Francie

Do konce roku 1917 bylo R.E.8 vyzbrojeno celkem 17 squadron RFC na západní frontě (další čtyři na soluňské frontě a na Středním Východě), do příměří v listopadu 1918 to bylo stále 21 squadron RAF. Kromě leteckých sil britských, tedy RFC a RAF, a imperiálních, používala tento letoun u svých jednotek pouze Belgie, užívané 6. eskadrilou od července 1917 (22 kusů).
Záhy po uzavření příměří došlo k vyřazení všech letounů R.E.8 z vojenské služby. I přes některá vylepšení byl R.E.8 považován za jeden z horších letounů první světové války i když se nakonec vyrobilo přes 4180 kusů, poslední objednávky 353 kusů byly zrušeny ihned na konci války. Krom Royal Aircraft Factory se na dodávkách podílely mj. firmy Austin Motor Co. v Birminghamu, Standard Motor Co. v Coventry, Siddeley-Deasy Motor Car rovněž v Coventry, Conventry Ordnance Works a D.Napier & Sons v Londýně.

## Dochované letouny

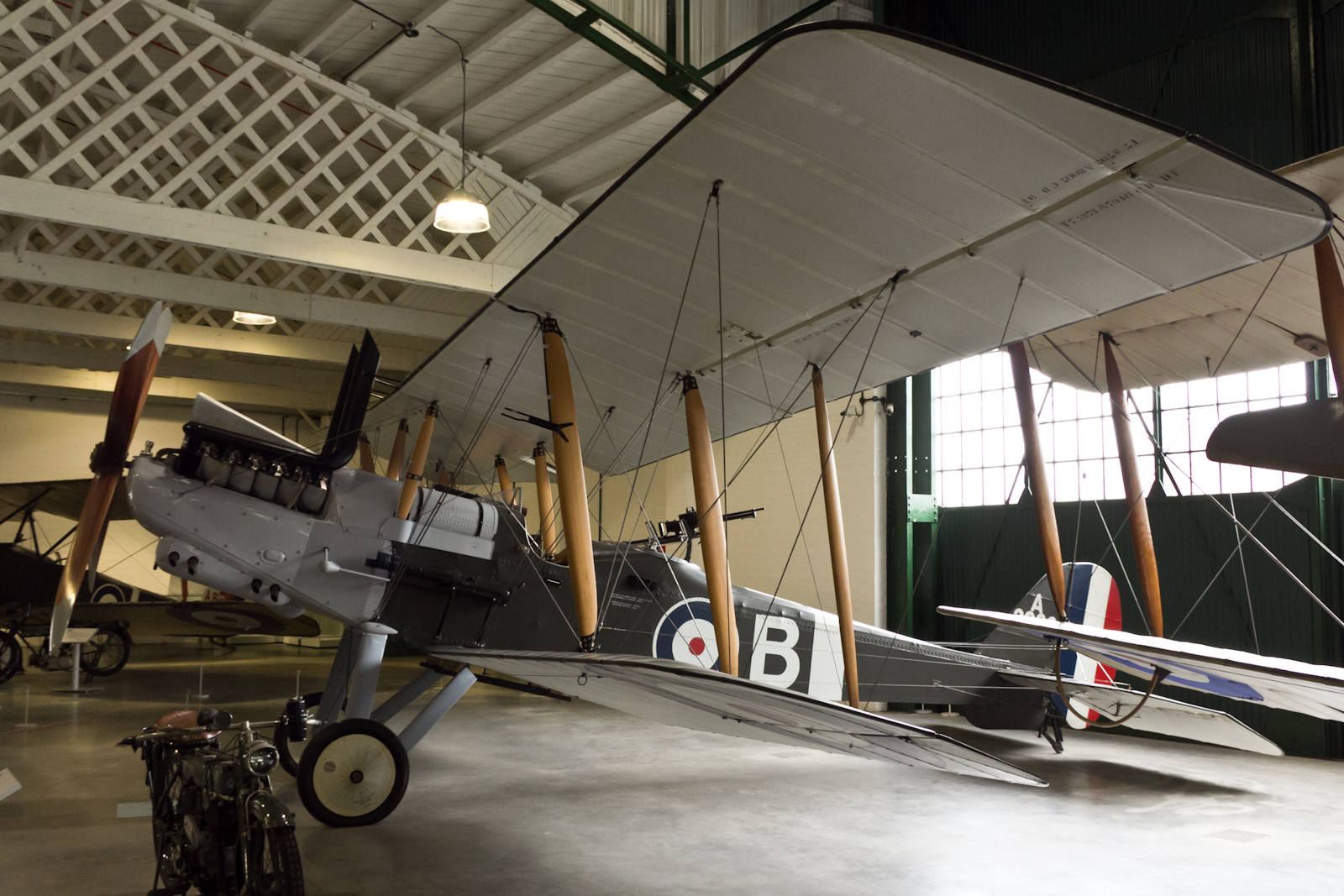
Royal Aircraft Factory R.E.8, muzeum RAF v Hendonu

Jeden dochovaný exemplář R.E.8 (stroj sériového čísla F3556), který byl zrestaurován v roce 2004, se nachází v Imperial War Museum Duxford ve Velké Británii. Tento letoun byl původně vyroben firmou Daimler a přesunut do Francie v den příměří. Další R.E.8 se nachází v Bruselu v Belgii.

## Specifikace (R.E.8 s motorem R.A.F.4a)

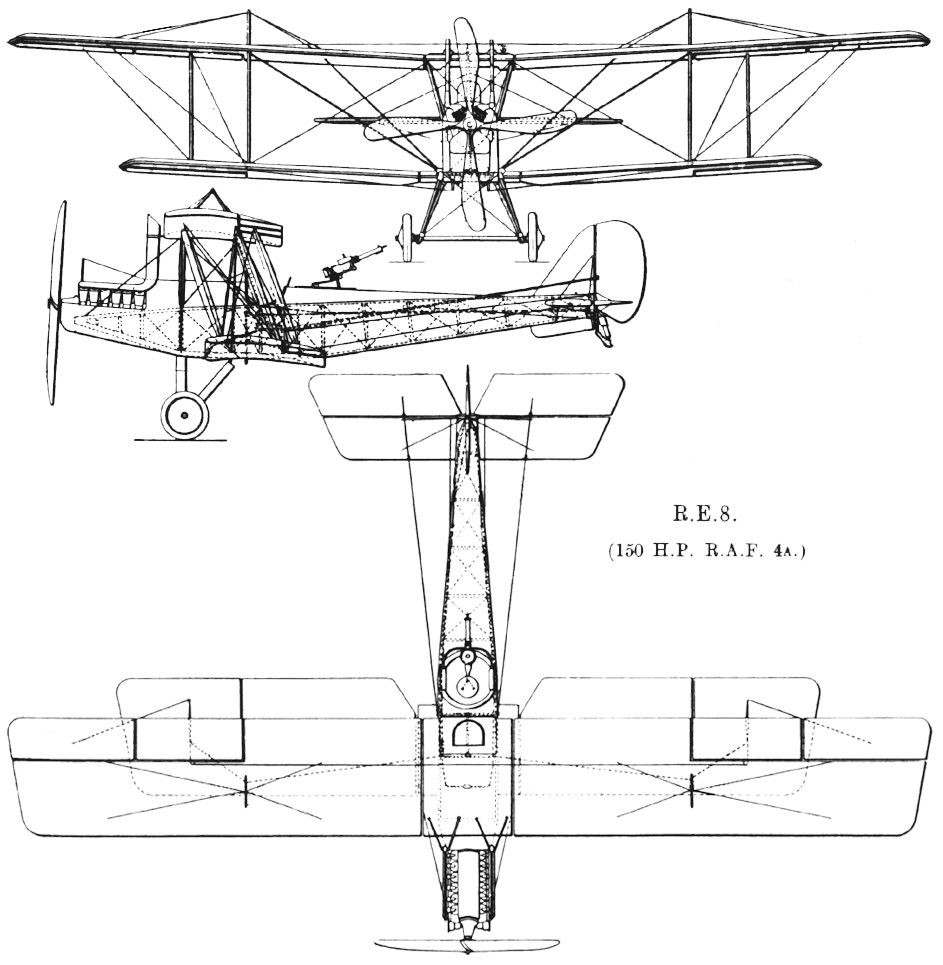
R.A.F. R.E.8

### Technické údaje
- Posádka: 2 (pilot a pozorovatel/střelec)
- Rozpětí: 12,979 m
- Délka: 8,496 m
- Výška: 3,467 m
- Nosná plocha: 35,07 m²
- Hmotnost prázdného letounu: 818 kg
- Vzletová hmotnost : 1301 kg
- Pohonná jednotka: 1 × vzduchem chlazený vidlicový dvanáctiválec Royal Aircraft Factory R.A.F.4a
- Výkon pohonné jednotky: 150 hp (112 kW)

### Výkony
- Maximální rychlost:
  - 175 km/h (u hladiny moře)
  - 153 km/h (ve výšce 3048 m)
- Operační dostup (s pumovým nákladem): 3353 m
- Čas výstupu do výšky 1981 m: 21 min
- Vytrvalost: 2 hodiny 45 minut

### Výzbroj
- 1 × synchronizovaný kulomet Vickers ráže 7,7 mm
- 1 × pohyblivý kulomet Lewis ráže 7,7 mm na oběžném kruhu Scarff ovládaný pozorovatelem
- 101,6–118 kg pum (obvykle dvě 112lb nebo čtyři 65liberní pumy)

## Uživatelé
- Austrálie
  - Australian Flying Corps
- Belgie
  - Aviation militaire
- Spojené království
  - Royal Flying Corps
  - Royal Air Force